# Stjepan Buć
Stjepan Buć (Orašac kraj Dubrovnika, 7. ožujka 1888. - München, 8. travnja 1975.), hrvatski pravnik, odvjetnik, političar i novinar koji je djelovao u Hrvatskoj i poslije u emigraciji.
Diplomirao i doktorirao pravo u Švicarskoj 1917., odvjetnik u Zagrebu. Na izborima 1923. i 1925. izabran za zastupnika na listi HRSS-a. 1927. godine prešao je u HSP, na čijoj listi je ponovno izabran za zastupnika (izbori 1927.[Je li na ovim izborima?])
Pisao je za "Hrvatsku smotru" Kerubina Šegvića koja je okupljala hrvatske intelektualce na desnici, od onih umjerenijih do radikalnijih, poput Stjepana Buća i Vilka Riegera.
Godine 1940, nakon uhićenja u veljači i tromjesečnog zatvora, osniva Hrvatsku nacional-socijalističku stranku.[nedostaje izvor] U duhu nacional-socijalizma piše o političkim, gospodarskim i kulturnim temama. [nedostaje izvor]. Buć je sve vrijeme NDH ostao pristaša pronjemačke politike i tek 1943. uključuje se u neposrednu političku djelatnost, kada je izabran za člana Odbora za ponovo pripojenje Dalmacije Hrvatskoj. Zapažen je njegov memorandum 22. X. 1943. upućen predsjedniku vlade NDH N. Mandiću, u kojem analizira stanje u NDH (Ovo je grobnica, a ne nova Hrvatska) kao i pismo N. Mandiću iz ožujka 1944. u kojemu opet kritički govori, nakon njegova polugodišnjeg predsjednikovanja Vladom, o stanju u NDH. U oba teksta kaže kako bi se stanje moglo popraviti. Bućevi prijedlozi ostali su bez odgovora.
U svibnju 1945. otišao je emigraciju u Austriju, a potom u Italiju, gdje dvije godine boravi u logoru Fermo. Naposljetku, utočište je našao u Njemačkoj sve do svoje smrti. U emigraciji je pokretač, urednik i novinar brojnih listova.
Objavio je više brošura i knjiga: "Komunizam i nacionalizam", Zagreb 1936.; "Temeljne misli nauke Ante Starčevića", Zagreb 1936. i dr.
Zastupao je gotsku teoriju o podrijetlu Hrvata o čemu je govorio u djelu Naši službeni povjesničari i pitanje podrijetla Hrvata.